# Hypnotisören (film)
 Hypnotisören  är en svensk drama-, thriller och kriminalfilm, baserad på romanen med samma namn av Lars Kepler, pseudonym för författarparet Alexander och Alexandra Coelho Ahndoril. Filmen är regissören Lasse Hallströms första svenska projekt, efter 25 år i USA, sedan Mer om oss barn i Bullerbyn år 1987 .
Den blev även i början av september 2012 uttagen till att bli Sveriges Oscarsbidrag men blev inte nominerad. Filmen hade svensk premiär den 28 september 2012.

## Handling
En brutal mördare slaktar en hel familj, dock med en enda överlevande. Kriminalkommissarie Joona Linna övertalar hypnotisören Erik Maria Bark att försöka få fram ett vittnesmål ur den svårt skadade sonen genom hypnos. Snart påbörjas en kamp mot klockan för att hitta den sista dottern innan mördaren gör det…

## Medverkande
- Tobias Zilliacus – Joona Linna, kriminalkommissarie
- Mikael Persbrandt – Erik Maria Bark, hypnotisör
- Lena Olin – Simone Bark, Eriks fru
- Helena af Sandeberg – Daniella
- Jonatan Bökman – Josef
- Oscar Pettersson – Benjamin
- Eva Melander – Magdalena
- Anna Azcarate – Lydia
- Johan Hallström – Erland
- Göran Thorell – Stensund
- Jan Waldekranz – Shulman
- Emma Mehonic – Evelyn
- Tomas Magnusson – Petter
- Nadja Josephson – Aida

## Produktion
| ”                               | Jag fick höra talas om att de var intresserade av mig. Jag har aldrig gjort en thriller, men har väldigt ofta fantiserat om att experimentera i den genren. Så nu fick jag möjligheten. Folk tänker inte på mig som thrillerregissör, folk tänker på mig för stillsammare saker, som dramakomedier och skildringar av relationer och äktenskap. Men nu är det här också ett familjedrama i grunden. Det handlar om två människor som inte kan lita på varandra, men tvingas lära sig lita på varandra för att hitta sonen. Det är ett familjedrama som har thrillerelement. Och så fanns det en bra roll för Lena, och en bra roll för Micke Persbrandt som jag alltid har velat jobba med. | „ |
| – Lasse Hallström, Moviezine.se | |   |

I början av 2011 kom det ut att Lasse Hallström skulle ta en paus från Hollywood, för att göra svensk film av den bästsäljande polisromanen Hypnotisören och  långt senare, vid slutet av året rapporterades det att Mikael Persbrandt, Tobias Zilliacus och Lena Olin skulle ha de tre huvudrollerna i projektet. Vid det här tillfället sades det att filmen skulle ha premiär den 5 oktober .  Produktionen stöddes av bolag som Svenska Filminstitutet och Nordisk Film.
Inspelningen påbörjades i Stockholm den 11 januari 2012 och höll på ända fram till den 23 mars, och den förflyttades även till Luleå under den här tiden . Enligt skådespelaren Helena af Sandeberg hade Hallström kvar en vana från Hollywood att ha tio-timmars arbetsdagar, istället för åtta, vilket är den vanliga tidsplanen under svenska filmproduktioner.. När filmen var färdiginspelad fanns det en ihopklippt version på två timmar och fyrtiofem minuter, som sedan klipptes ner till två timmar och fem minuter.

### Uppföljare
2013 planerades det för en uppföljare, Paganinikontraktet, med Kjell Sundvall som regissör. Detta blev dock aldrig av och filminspelningarna inleddes aldrig.

## Distribution
Filmen har sålts till 30 länder över hela världen och har fått stora distributörer i olika stater.
I augusti 2012 rapporterades det att Hypnotisören var uttagen till huvudtävlan på den stora spanska filmfestivalen i San Sebastián.
Den 6 september presenterades det i Filmhuset i Stockholm att Hypnotisören skulle bli Sveriges Oscarsbidrag  till Oscarsgalan 2013, men den blev sedan inte nominerad.

## Mottagande
Hypnotisören sågs av 266 087 biobesökare i Sverige 2012 och blev det året den femte mest sedda svenska filmen i Sverige.

### Kritik
Efter filmens danska premiär sågades filmen vid fotknölarna i DR2s program Smagsdommerne med Adrian Hughes och tre gäster (Tine Fisher, Svante Lindeburg och Balder Olrik), den 6 december 2012. "Felcastad", "Vem har huvudrollen?", "Jag måste revidera hela min syn på Lasse Hallström", "Dålig som äktenskapsfilm och omöjlig som thriller", "sämre än en B-film från Hollywood, när dessa var som allra sämst" - var några av kommentarerna. Lena Olin fick dock ett visst erkännande för sin insats. Så icke Mikael Persbrandt, men den unisont svidande kritiken var främst riktad mot regissören Lasse Hallström.[källa behövs]
Svenska Dagbladet skrev: "Lasse Hallström lägger större vikt vid relationer än mordjakt men trots vissa scener med sug är skildringen tämligen ljum.", den 8 december 2012.